# Championnat de Tunisie masculin de handball 2003-2004
Navigation
Saison précédente 2002-2003 Saison suivante 2004-2005
La saison 2003-2004 du championnat de Tunisie masculin de handball est la 49e édition de la compétition. Elle est disputée en deux phases : la première en deux poules en vue de classer les clubs et la seconde en play-off et play-out. Le championnat revient à l’Espérance sportive de Tunis, alors que la coupe de Tunisie est obtenue par le Club africain. Les deux nouveaux promus, l’Olympique de Médenine et l’Espoir sportif de Hammam Sousse, ne réussissent pas à conserver leurs places parmi l’élite.

## Clubs participants
| - Association sportive d'Hammamet - Club africain - El Makarem de Mahdia - Espérance sportive de Tunis - Espoir sportif de Hammam Sousse - Étoile sportive du Sahel | - Jeunesse sportive kairouanaise - Olympique de Médenine - Sporting club de Moknine - Stade sportif midien - Union sportive sayadie - Union sportive témimienne |

## Compétition
Le barème de points servant à établir le classement se décompose ainsi :
- Victoire : 3 points
- Match nul : 2 points
- Défaite : 1 point
- Forfait et match perdu par pénalité : 0 point

### Première phase
Les trois premiers de chaque poule se qualifient au play-off avec un point se bonus pour les premiers, alors que les trois autres disputent la play-out, avec un point de bonus pour les quatrièmes.
- Poule A

| Rang | Équipe                              | Points | Matchs | Victoires | Nuls | Défaites |
| 1    | Espérance sportive de Tunis         | 28     | 10     | 9         | 0    | 1        |
| 2    | Club africain                       | 27     | 10     | 8         | 1    | 1        |
| 3    | Sporting Club de Moknine            | 22     | 10     | 5         | 2    | 3        |
| 4    | Union sportive témimienne           | 18     | 10     | 4         | 0    | 6        |
| 5    | Union sportive sayadie              | 14     | 10     | 2         | 0    | 8        |
| 6    | Espoir sportif de Hammam Sousse (P) | 11     | 10     | 0         | 1    | 9        |

- Poule B

| Rang | Équipe                          | Points | Matchs | Victoires | Nuls | Défaites |
| 1    | Étoile sportive du Sahel (T)    | 30     | 10     | 10        | 0    | 0        |
| 2    | Jeunesse sportive kairouanaise  | 23     | 10     | 6         | 1    | 3        |
| 3    | Association sportive d'Hammamet | 22     | 10     | 5         | 2    | 3        |
| 4    | El Makarem de Mahdia            | 21     | 10     | 5         | 1    | 4        |
| 5    | Stade sportif midien            | 14     | 10     | 2         | 0    | 8        |
| 6    | Olympique de Médenine (P)       | 10     | 10     | 0         | 0    | 10       |

### Play-off
| Rang | Équipe                            | Points | Matchs | Victoires | Nuls | Défaites |
| 1    | Espérance sportive de Tunis (+1)  | 30     | 10     | 9         | 1    | 0        |
| 2    | Étoile sportive du Sahel (T) (+1) | 25     | 10     | 6         | 2    | 2        |
| 3    | Club africain                     | 22     | 10     | 6         | 0    | 4        |
| 4    | Association sportive d'Hammamet   | 19     | 10     | 4         | 1    | 5        |
| 5    | Jeunesse sportive kairouanaise    | 16     | 10     | 3         | 0    | 7        |
| 6    | Sporting Club de Moknine          | 10     | 10     | 0         | 0    | 10       |

### Play-out
| Rang | Équipe                              | Points | Matchs | Victoires | Nuls | Défaites |
| 1    | El Makarem de Mahdia (+1)           | 26     | 10     | 7         | 1    | 2        |
| 2    | Union sportive témimienne (+1)      | 23     | 10     | 5         | 2    | 3        |
| 3    | Stade sportif midien                | 23     | 10     | 6         | 1    | 3        |
| 4    | Union sportive sayadie              | 22     | 10     | 5         | 2    | 3        |
| 5    | Olympique de Médenine (P)           | 18     | 10     | 3         | 2    | 5        |
| 6    | Espoir sportif de Hammam Sousse (P) | 9      | 10     | 0         | 0    | 10 (1F)  |

### Division nationale B
La compétition s’est déroulée en une poule unique de douze clubs en aller et retour. Les deux premiers, l’Aigle sportif de Téboulba et le Stade nabeulien, accèdent à la division nationale A, alors qu’El Menzah Sport et le Handball Club de Tébourba rétrogradent en division d’honneur.
- 1er : Aigle sportif de Téboulba, 56 points
- 2e : Stade nabeulien, 56 points
- 3e : Handball Club de Djerba, 52 points
- 4e : Zitouna Sports, 48 points
- 5e : Association sportive de l'Ariana, 46 points
- 6e : El Baath sportif de Béni Khiar, 44 points
- 7e : Jeunesse sportive de Chihia, 40 points
- 8e : Stade tunisien, 40 points
- 9e : Club sportif de Sakiet Ezzit, 39 points
- 10e : Jendouba Sports, 38 points
- 11e : El Menzah Sport, 35 points
- 12e : Handball Club de Tébourba, 32 points

### Division d’honneur
Le Club sportif de Hiboun et le Wided athlétique de Montfleury accèdent en division nationale B.

## Champion
- Espérance sportive de Tunis
  - Entraîneur :  Leonid Zakharov
  - Effectif : Slim Zehani, Wassim Helal et Haythem Ben Amor (GB), Makram Jerou, Hatem Harakati, Saber Tajouri, Walid Chahed, Karim Zaghouani, Abdelkader Chouikha, Mahmoud Gharbi, Jaleleddine Touati, Wissem Bousnina, Wissem Hmam, Houssem Hmam, Mourad Settari, Marouène Ben Abdallah